# حي بطن الهوى (القدس)
بطن الهوى حي سكني داخل قرية سلوان الواقعة جنوبي المسجد الأقصى خارج أسوار البلدة القديمة في مدينة القدس ويسكنها أكثر من 55000 نسمة، ويعتبر حي بطن الهوى جزء من الحارة الوسطى وهي إحدى حارات سلوان.

## تعريف
حي أو جبل بطن الهوى وهو امتداد لـ«جبل الزيتون»، ويقع في الزاوية الشرقية للقدس؛ حيث يفصله عنها وادي سلوان الذي يتَّصل بوادي قدرون في النقطة نفسها، ويُعرَف عند اليهود باسم «هار هامشحيت» أو «الجبل الفاضح».

## الاستيطان
بعد احتلال هذه القرية عام 1967 صادرت إسرائيل ما يزيد عن 73 ألف دونم من أراضيها لغاية إقامة المستوطنات عليها.
بدأ الاستيطان في بلدة سلوان ببؤرتين في حي بطن الهوى عام 2004 أضيف لها مركز شرطي للحراسة، وفي عام 2017 ارتفع العدد إلى ثلاثين عائلة يهودية.
وفي عام 2021 تخطط السلطات الإسرائيلية لعملية تهجير عرقي واسعة النطاق في حي بطن الهوى، بهدف تهويد بلدة سلوان، حيث تنوي السلطات الإسرائيلية إصدار قرار بتهجير العائلات الفلسطينية.
اما في وقتنا الحالي فتدّعي جمعية «عطيرت كوهانيم» الاستيطانية ملكية 5 دونمات و200 متر مربع فيه. وسُلم الأهالي هنا أوامر إخلاء 86 منزلا يسكن بها 726 مقدسيا.